# Hans Jildesten
Hans Jildesten, född 16 juli 1968, är en svensk socialdemokratisk politiker och ingenjör. 
Jildesten var kommunstyrelsens ordförande i Storfors kommun från 2010 till 2022. Därefter invald i kommunfullmäktige som ordinarie ledamot.